# Maximilian Fischer (Fußballspieler)
Maximilian Fischer (* 22. April 2002 in Köln) ist ein deutscher Fußballspieler.

## Karriere
Nach seinen Anfängen in der Jugend des 1. FC Köln und des FC Hennef 05, für den er 20 Spiele in der B-Junioren-Bundesliga absolvierte, wechselte er im Sommer 2020 in die Jugendabteilung des FC Viktoria Köln. Für seinen Verein kam er bis zum Saisonabbruch in Folge der COVID-19-Pandemie auf insgesamt drei Spiele in der A-Junioren-Bundesliga. In der Folgezeit wurde er in den Spieltagskader der 3. Liga-Mannschaft aufgenommen und kam dort auch zu seinem ersten Einsatz im Profibereich, als er am 22. Mai 2021, dem 38. Spieltag, beim 1:1-Auswärts-Unentschieden gegen Türkgücü München in der 88. Spielminute für André Dej eingewechselt wurde. Nachdem er sein Profi-Debüt zum Ende der 3. Liga Saison 2020/2021 für Viktoria spielte, verließ er Köln am 21. Juni 2021 Richtung FC Wegberg-Beeck, wo er einen bis zum 30. Juni 2022 gültigen 1-Jahres-Vertrag unterschrieb. Im Sommer 2022 wechselte er innerhalb der Regionalliga West und schloss sich dem SV Lippstadt 08 an.
Im Sommer 2024 wechselte Fischer erneut innerhalb der Regionalliga West und schloss sich dem SC Fortuna Köln an.